# 1982 a sportban
1982 a sportban az 1982-es év fontosabb sporteseményeit tartalmazza az alábbiak szerint:

## Események
- január 23–24. női gyorskorcsolya-Európa-bajnokság, Heerenveen
- január 27. – február 7. alpesisí-világbajnokság, Schladming
- január 30–31. férfi gyorskorcsolya-Európa-bajnokság, Oslo
- február 2–7. műkorcsolya-Európa-bajnokság, Lyon
- február 6–7. gyorskorcsolya-sprintvilágbajnokság, Alkmaar
- február 10–15. biatlon-világbajnokság, Minszk
- február 13–14. női gyorskorcsolya-világbajnokság, Inzell
- február 18–28. északisí-világbajnokság, Oslo
- február 20–21. férfi gyorskorcsolya-világbajnokság, Assen
- február 23. – március 7. férfi kézilabda-világbajnokság, NSZK
- március 6–7. XIII. fedett pályás atlétikai Európa-bajnokság, Milánó
- március 9–14. műkorcsolya-világbajnokság, Koppenhága
- március 18–19. légfegyveres-Európa-bajnokság, Hága
- március 19–27. jégkorong-világbajnokság, B csoport, Klagenfurt
- március 19–28. jégkorong világbajnokság, C csoport, Jaca
- április 11–17. tollaslabda-Európa-bajnokság, Böblingen
- április 17–25. XIII. asztalitenisz-Európa-bajnokság, Budapest
- április 17–29. jégkorong-világbajnokság, A csoport, Tampere, Helsinki
- április 17–25. birkózó-Európa-bajnokság, Várna
- április 18–24. vitorlázó-Európa-bajnokság, csillaghajó hajóosztály Alasio
- április 20. – május 9. Vuelta España
- május 4–15. ökölvívó-világbajnokság, München
- május 13–16. cselgáncs-Európa-bajnokság, Rostock
- május 13. – június 6. Giro d’Italia
- május 24. – június 6. Tenisz Roland Garros, Párizs
- május 26. Az Aston Villa FC nyerte a labdarúgó BEK-döntőt, Rotterdam
- június 6–11. teke-világbajnokság, Brno
- június 8–13. díjugrató-világbajnokság, Dublin
- június 13. – július 11. labdarúgó-világbajnokság, Spanyolország
- június 21. – július 4. wimbledoni teniszbajnokság, Wimbledon
- július 2–25. Tour de France
- július 15–24. vívó-világbajnokság, Róma
- július 29. – augusztus 1. kajak-kenu világbajnokság, Belgrád
- július 29. – augusztus 8. úszó-, műúszó-, műugró-, vízilabda-világbajnokság, Guayaquil
- augusztus 6–20. ejtőernyős-világbajnokság, Losonc
- augusztus 11–14. szabadfogású birkózó-világbajnokság, Edmonton
- augusztus 11–15. fogathajtó-világbajnokság, Apelndoor
- augusztus 15–28. férfi kosárlabda-világbajnokság, Cali, Bogotá, Medellín, Bucaramanga, San José de Cúcuta
- augusztus 21–22. íjász-Európa-bajnokság, Kecskemét
- augusztus 22–29. evezős-világbajnokság, Luzern
- augusztus 23–29. pályakerékpár-világbajnokság, Leicester
- augusztus 24. – szeptember 5. koronglövő-Európa-bajnokság, Montecatini
- augusztus 25–29. díjlovagló-világbajnokság, Lausanne
- augusztus 26–29. uszonyos- és búvárúszó-világbajnokság, Moszkva
- augusztus 28. – szeptember 6. vitorlázó-Európa-bajnokság, 470-es hajóosztály Balatonfüred
- augusztus 30. – szeptember 12. Tenisz US Open, Flushing Meadow
- szeptember 1–5. országúti kerékpár-világbajnokság, Goodwood
- szeptember 2–5. military-világbajnokság, Luhmühlen
- szeptember 6–12. XIII. atlétikai Európa-bajnokság, Athén
- szeptember 8–12. V. sportakrobatika-világbajnokság, London
- szeptember 9–12. kötöttfogású birkózó-világbajnokság, Katowice
- szeptember 13–25. női röplabda-világbajnokság, Lima, Trujillo, Tacna, Ica, Arequipa, Chiclayo
- szeptember 18–26. súlyemelő-világbajnokság, Ljubljana
- szeptember 15. Keke Rosberg nyerte az 1982-es Formula–1 világbajnokságot
- október 1–15. férfi röplabda-világbajnokság, Buenos Aires, Rosario, Catamarca, Mendoza
- október 4–9. öttusa-világbajnokság, Róma
- október 28. – november 14. sportlövő-világbajnokság, Caracas
- október 29. – november 1. vívó-Európa-bajnokság, Mödling
- október 29. – november 16. 25. nyílt és 10. női sakkolimpia, Luzern
- október 31. ritmikus sportgimnasztika-Európa-bajnokság, Stavanger
- november 25. Walter Röhrl nyerte az 1982-es rali-világbajnokságot
- november 29. – december 5. Tenisz Australian Open, Melbourne
- december 2–12. női kézilabda-világbajnokság, Magyarország

## Születések

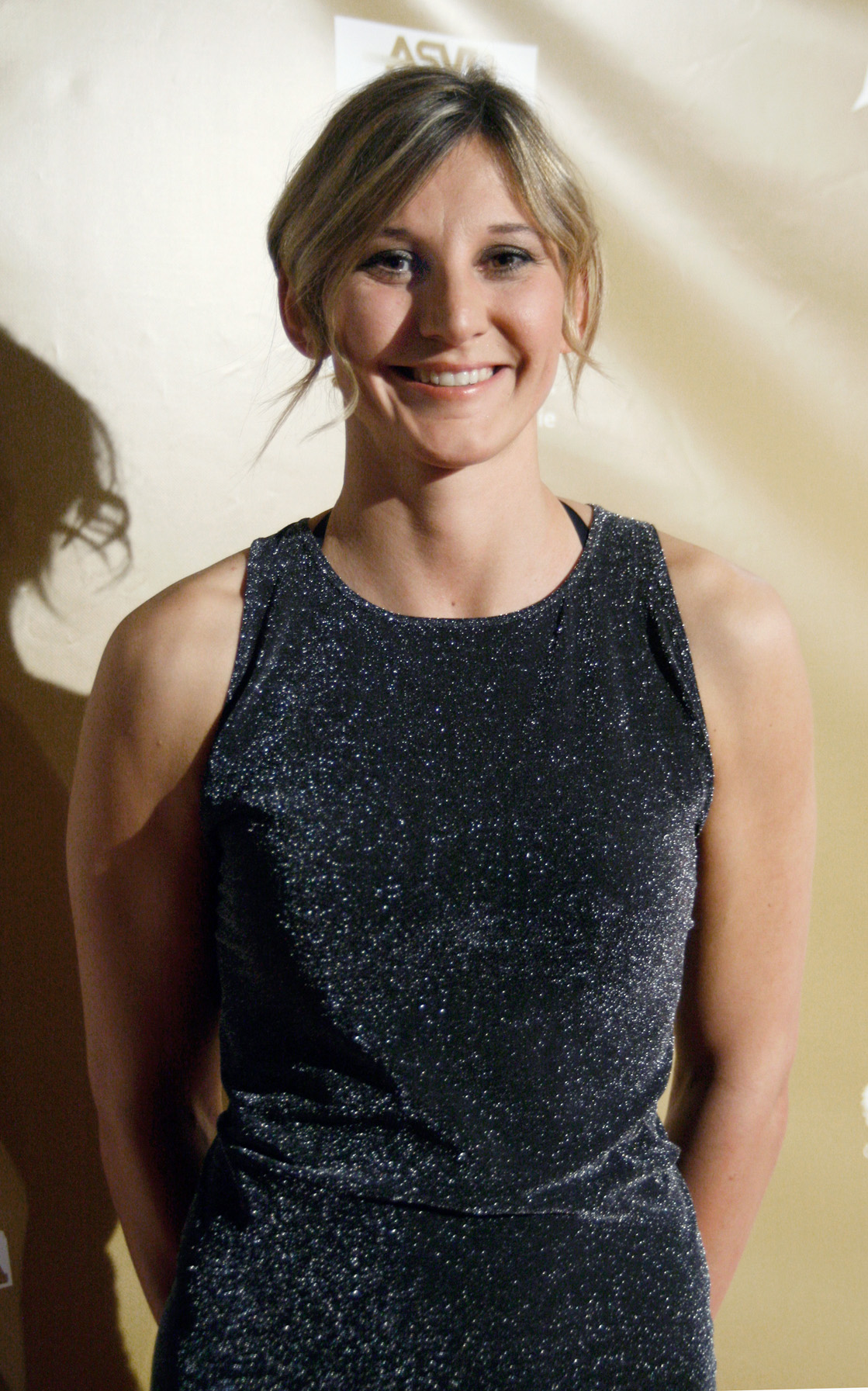
Claudia Heill cselgáncsozó

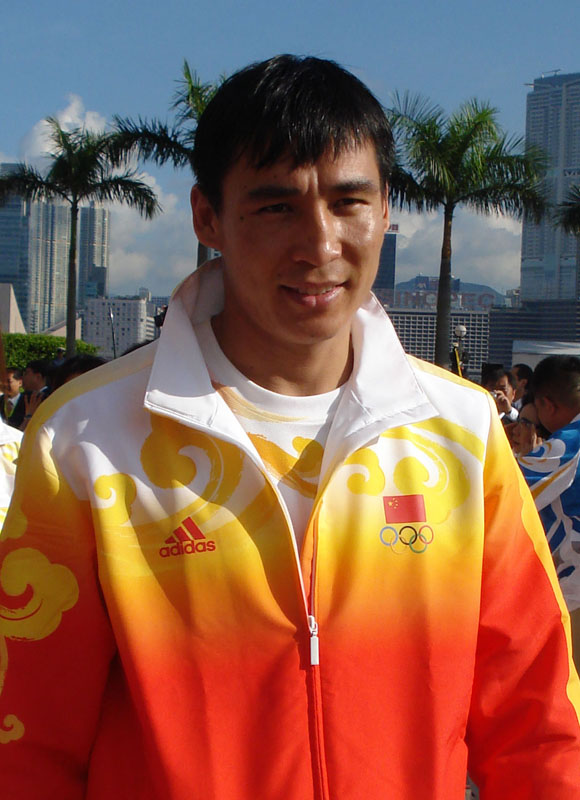
Csang Hsziao-ping ökölvívó

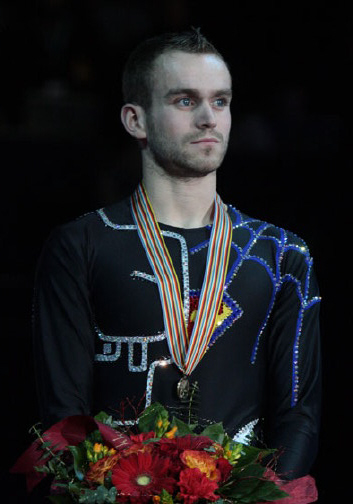
Kevin Van der Perren műkorcsolyázó

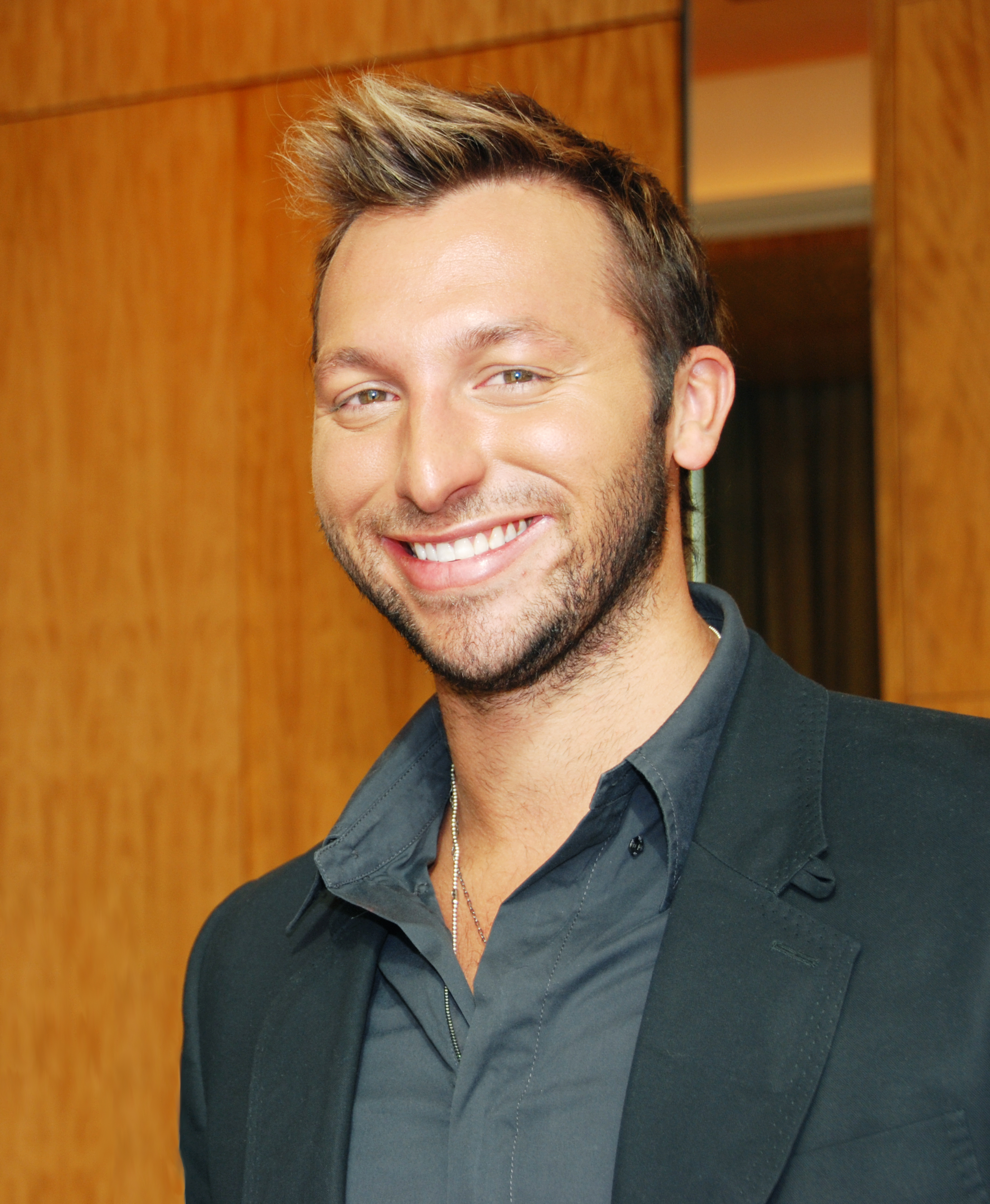
Ian Thorpe úszó

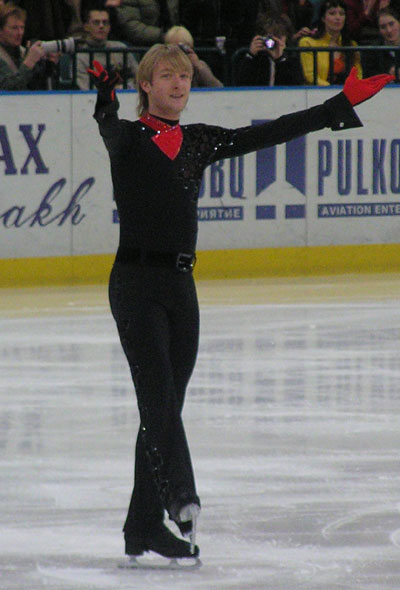
Jevgenyij Pljuscsenko, műkorcsolyázó

- január 1. – David Nalbandian, argentin teniszező
- január 5. – Janica Kostelić, olimpiai és világbajnok horvát alpesi síző
- január 12. – Velicsko Csolakov, Európa-bajnok, olimpiai bronzérmes bolgár súlyemelő († 2017)
- január 13. – Erwann Le Péchoux, világ- és Európa-bajnok, olimpiai ezüstérmes francia tőrvívó
- január 14. – Köntös Zsófia, kétszeres Európa-bajnok magyar dartsjátékos
- január 15. – Josip Pavić, olimpiai, világ- és Európa-bajnok horvát vízilabdázó
- január 17.
  - Scott Foster, kanadai jégkorongozó
  - Dwyane Wade, olimpiai és NBA-bajnok amerikai válogatott kosárlabdázó
- január 23. – Janusz Niedźwiedź, lengyel labdarúgó, edző
- január 24.
  - Claudia Heill, olimpiai ezüstérmes osztrák cselgáncsozó († 2011)
  - Daniel Moncharé, kameruni válogatott labdarúgó
- január 26. – Szuzuki Tomoko, japán válogatott labdarúgó
- január 29.
  - Leonardo Ponzio, U20-as világbajnok, Copa Libertadores-, Copa Sudamericana- és Recopa Sudamericana-győztes argetnin válogatott labdarúgó
  - Adam van Koeverden, kanadai kajakos
- január 31. – Allan McGregor, skót válogatott labdarúgó
- február 2. – Moïse Brou Apanga, elefántcsontparti születésű gaboni válogatott labdarúgó, hátvéd († 2017)
- február 4. – Katrin Rafalski, német nemzetközi labdarúgó-partbíró, asszisztens
- február 5. – Marc Kennedy, olimpiai és világbajnok kanadai curlingjátékos
- február 9. – Julián Estiven Vélez, kolumbiai válogatott labdarúgó
- február 10. – Justin Gatlin, olimpiai és világbajnok amerikai atléta, sprinter
- február 14. – Marián Gáborík, Stanley-kupa-győztes szlovák válogatott jégkorongozó, olimpikon
- február 17. – Adriano, Copa América és konföderációs kupa-győztes brazil válogatott labdarúgó
- február 19. – Camelia Potec, román úszó
- február 21. – Hajnal András, magyar műugró
- február 25.
  - Vitali Tajbert, német ökölvívó
  - Flavia Pennetta, olasz teniszező
- március 2.
  - Henrik Lundqvist, olimpiai és világbajnok svéd jégkorongozó, Joel ikertestvére
  - Joel Lundqvist, világbajnok svéd jégkorongozó, Henrik ikertestvére
- március 9. – Tobias Hysén, svéd válogatott labdarúgó
- március 12. – Szalma Pál, magyar labdarúgó
- március 17. – Steven Pienaar, dél-afrikai labdarúgó
- március 19.
  - Leandro de Almeida, brazil-magyar kettős állampolgárságú válogatott labdarúgó
  - Alexandra Marinescu, világ- és junior Európa-bajnok, olimpiai bronzérmes román szertornász
- március 20. – José Moreira, portugál válogatott labdarúgókapus
- március 25.
  - Danica Patrick, amerikai autóversenyző
  - Joël Tchami, kameruni labdarúgó
- március 28. – Walter Martínez, hondurasi válogatott labdarúgó († 2019)
- március 31. Tal Ben-Háim, izraeli válogatott labdarúgó
- április 1.
  - Andreas Thorkildsen, olimpiai, világ- és Európa-bajnok norvég gerelyhajító
  - Csang Hsziao-ping, olimpiai bajnok kínai ökölvívó
- április 4. – Olivier Tchatchoua, kameruni válogatott labdarúgó
- április 5. – Thomas Hitzlsperger német válogatott labdarúgó, középpályás
- április 8.
  - Iulia Curea, román válogatott kézilabdázó
  - Gennagyij Gennagyjevics Golovkin, világbajnok és olimpiai ezüstérmes kazah ökölvívó
- április 10. – Mattia Croci-Torti, svájci labdarúgó
- április 18. – Kiril Kotev, bolgár válogatott labdarúgó
- április 12. – Gary Caldwell, skót válogatott labdarúgó, edző
- április 19. – Filip Jícha, cseh válogatott kézilabdázó
- április 22.
  - Aidas Reklys, litván műkorcsolyázó
  - Kaká, világbajnok és konföderációs kupa-győztes brazil válogatott labdarúgó
- április 29. – Jekatyerina Alekszandrovna Marennyikova, olimpiai és világbajnok orosz kézilabdázó
- május 1. – Tommy Robredo, spanyol teniszező
- május 2. – Vigh Melinda, magyar paramászó († 2021)
- május 4. – Markus Rogan, osztrák úszó
- május 5. – Pavel Szergejevics Vorobjov, kazah jégkorongozó
- május 6. – Miljan Mrdaković, szerb válogatott labdarúgó, olimpikon († 2020)
- május 7. – Buzsáky Ákos, magyar válogatott labdarúgó
- május 9. – Hernán Losada, argentin labdarúgó
- május 10. – Adebayo Akinfenwa, angol labdarúgó
- május 13. – Oguchi Onyewu, amerikai labdarúgó
- május 17. – Tony Parker, NBA- és Európa-bajnok francia válogatott kosárlabdázó
- május 18.
  - Flaskay Mihály, magyar úszó
  - Timo Glock, német Formula–1-es pilóta
- május 19. – Malte Metzelder, német labdarúgóhátvéd
- május 20. – Petr Čech, cseh labdarúgó
- május 24. – DaMarcus Beasley, amerikai labdarúgó
- május 26. – Majja Andrejevna Petrova, olimpiai és világbajnok orosz válogatott kézilabdázó
- május 29. – Bjarte Myrhol, norvég válogatott kézilabdázó
- május 30. – Ricardo Canales, hondurasi válogatott labdarúgókapus
- június 1. – Justine Henin, belga teniszező
- június 3. – Jelena Gadzsijevna Iszinbajeva, orosz atléta, rúdugró
- június 5. – Zvjezdan Misimović, bosnyák válogatott középpályása
- június 7. – Simokozuru Aja, japán válogatott labdarúgó
- június 13. – Kenenisa Bekele, olimpiai és világbajnok etióp atléta
- június 17. – Marek Svatoš, szlovák jégkorongozó, olimpikon († 2016)
- június 23. – Joona Puhakka, finn műugró
- július 5.
  - Alberto Gilardino, olasz labdarúgó
  - Perényi Szabolcs Mihály, erdélyi magyar labdarúgó
- július 7. – Jan Lastuvka, cseh labdarúgó
- július 13. – Kristoffer Berntsson, svéd műkorcsolyázó
- július 16. – Carli Lloyd, amerikai olimpiai- és világbajnok női labdarúgó, középpályás
- július 17. – René Herms, német atléta, olimpikon († 2009)
- július 18. – Carlo Costly, hondurasi válogatott labdarúgó
- július 22. – Anna Vlagyimirovna Csicserova olimpiai és világbajnok orosz magasugró
- július 27. – Clemente Russo, olimpiai ezüstérmes, világbajnok és Európa-bajnok olasz amatőr ökölvívó
- július 31. – Anabel Medina Garrigues, olimpiai ezüstérmes és Roland Garros-győztes spanyol teniszezőnő
- augusztus 6. – Kevin Van der Perren, belga műkorcsolyázó
- augusztus 7.
  - Jana Olekszandrivna Klocskova, olimpiai, világ- és Európa-bajnok ukrán úszó
  - Marco Melandri, olasz motorversenyző
- augusztus 10. – Joleon Lescott, angol labdarúgó
- augusztus 18.
  - Florian Kringe, német labdarúgó
  - Finau Vulivuli, Fülöp-szigeteki nemzetközi női labdarúgó-játékvezető
- augusztus 19. – Steve Ott, kanadai jégkorongozó
- augusztus 24. – Kim Källström, svéd labdarúgó
- augusztus 26. – Jayson Nix, olimpiai bronzérmes és baseball-világkupa-győztes amerikai baseballjátékos
- augusztus 28. – Thiago Motta, brazil labdarúgó
- augusztus 30. – Andy Roddick, amerikai teniszező
- szeptember 1. – Jeffrey Buttle, kanadai műkorcsolyázó
- szeptember 2. – Ksenia Jastsenjski, szerb műkorcsolyázónő
- szeptember 3. – Anja Althaus, világbajnoki bronzérmes, német válogatott kézilabdázó
- szeptember 8. – Marian Cozma, román válogatott kézilabdázó († 2009)
- szeptember 10. – Naldo, brazil válogatott labdarúgó
- szeptember 16. – Leon Britton, angol labdarúgó
- szeptember 18. – Parti András, magyar mountain bike versenyző, olimpikon
- szeptember 20.
  - Jason Bacashihua, amerikai jégkorongozó
  - Inna Oszipenko-Radomszka, olimpiai- és világbajnok ukrán születésű azerbajdzsáni kajakozó
- szeptember 22.
  - Kitadzsima Kószuke, olimpiai, világ- és Ázsiai Játékok-bajnok japán úszó
  - Maarten Stekelenburg, holland labdarúgó
- szeptember 24.
  - Paul Hamm, amerikai tornász
  - Morgan Hamm, amerikai tornász
  - Szabián Norbert, magyar sportlövő
- szeptember 25. – Ednilson, bissau-guineai válogatott labdarúgó, középpályás
- szeptember 27. – Markus Rosenberg, svéd labdarúgó
- szeptember 28. – Ray Emery, Stanley-kupa-győztes kanadai jégkorongozó († 2018)
- szeptember 29. – Mathieu Peisson, francia válogatott vízilabdázó
- október 5. – Florian Kohfeldt, német labdarúgó, edző
- október 6. – Lvon Aronjan, örmény sakkozó, nemzetközi nagymester, junior világbajnok
- október 7. – Jermain Defoe, angol labdarúgó
- október 10. – David Cal,  olimpiai bajnok spanyol kenus
- október 13. – Ian Thorpe, olimpiai és világbajnok ausztrál úszó
- október 20. – José Acasuso, argentin teniszező
- október 22. – Czink Melinda, magyar teniszezőnő
- október 26. – Stephen Owusu, ghánai válogatott labdarúgó († 2020)
- november 2. – Yowlys Bonne, világbajnok kubai szabadfogású birkózó
- november 3. – Jevgenyij Viktorovics Pljuscsenko, orosz műkorcsolyázó
- november 4. – Kamila Skolimowska, olimpiai bajnok lengyel kalapácsvetőnő († 1982)
- november 6. – Szofján Daíd, algériai úszó, olimpikon
- november 11. – Asafa Powell, olimpiai bajnok jamaicai atléta
- november 13. – Denis Buntić, olimpiai bronzérmes horvát válogatott kézilabdázó
- november 15. – Szántai Levente, magyar labdarúgó
- november 16. – Amar’e Stoudemire, amerikai kosárlabdázó
- november 17. – Andrij Viktorovics Szergyinov, olimpiai és világbajnoki bronzérmes, Európa-bajnok ukrán úszó
- november 18. – David Bystroň, cseh labdarúgó, hátvéd († 2017)
- november 20. – Gregor Urbas, szlovén műkorcsolyázó
- november 23. – Asafa Powell, olimpiai és világbajnok jamaicai atléta, sprinter
- november 27. – Christian Presciutti, világbajnok olasz válogatott vízilabdázó
- november 28. – Pavel Horák, cseh válogatott kézilabdázó
- december 3. – Michael Essien, ghánai labdarúgó
- december 4. – Waldo Ponce, chilei válogatott labdarúgó
- december 6. – Elek Attila, magyar jégtáncos
- december 8.
  - Julen Aguinagalde, világbajnok spanyol kézilabdázó
  - Diego Haro, perui nemzetközi labdarúgó-játékvezető
- december 10. – Óscar Bagüí, ecuadori válogatott labdarúgó
- december 15. – Marko Jelača, horvát-, majd grúz válogatott vízilabdázó
- december 19. – Tero Pitkämäki, világbajnok, Európa-bajnoki ezüstérmes, olimpiai bronzérmes finn gerelyhajító atléta
- december 30. – Razak Pimpong, ghánai válogatott labdarúgó
- december 31. – Craig Gordon, skót válogatott labdarúgó

## Halálozások
- ? – Buronyi László, magyar súlyemelő, olimpikon (* 1918)
- január 4. – Konrad Granström, olimpiai bajnok svéd tornász (* 1900)
- január 17. – Johannes Pedersen, olimpiai ezüstérmes dán tornász (* 1892)
- január 20. – Jack Barker, angol válogatott labdarúgó (* 1906)
- január 30. – Viggo Dibbern, olimpiai bajnok dán tornász (* 1900)
- február 1. – Eilert Bøhm, olimpiai ezüstérmes norvég tornász (* 1900)
- február 12. – Adler Zsigmond, magyar ökölvívó, edző (* 1901)
- március 2. – Bakonyi Elek, magyar sakkmester, sakkolimpiai aranyérmes (* 1904)
- március 3. – Sepp Bradl, világbajnok osztrák síugró (* 1918)
- április 19. – Erwin Casmir, olimpiai ezüstérmes német vívó, sportvezető (* 1895)
- május 8. – Gilles Villeneuve, kanadai autóversenyző (* 1950)
- május 11. – Fazekas Tibor, Európa-bajnok magyar vízilabdázó olimpikon (* 1892)
- május 19. – Opata Zoltán, magyar válogatott labdarúgó (* 1900)
- május 29. – Henri Dulieux, világbajnok, olimpiai bronzérmes francia párbajtőrvívó (* 1982)
- június 13. – Riccardo Paletti, olasz Formula–1-es autóversenyző (* 1958)
- június 14. – Rafajel Davidovics Gracs, olimpiai ezüstérmes szovjet gyorskorcsolyázó (* 1932)
- július 4. – Bartha László, magyar atléta, olimpikon (* 1925)
- július 7. – Joe Dugan, World Series bajnok amerikai baseballjátékos (* 1897)
- augusztus 19. – John Cookman, olimpiai ezüstérmes amerikai jégkorongozó (* 1909)
- szeptember 11. – Pók Pál, olimpiai ezüstérmes magyar vízilabdázó (* 1929)
- szeptember 20. – Alois Schnabel, olimpiai ezüstérmes osztrák kézilabdázó (* 1910)
- november 2. – Bill Zuber, World Series bajnok amerikai baseballjátékos (* 1913)
- november 3. – Ray Fisher, World Series bajnok amerikai baseballjátékos (* 1887)
- november 5. – Miloš Klimek, csehszlovák válogatott labdarúgó (* 1924)
- november 15. – Allen Woodring, olimpiai bajnok amerikai atléta (* 1898)
- december 1. – Hugh Plaxton, olimpiai bajnok kanadai jégkorongozó, ügyvéd, politikus (* 1904)